# Federica Angeli
Federica Angeli (Roma, 20 de outubro de 1975) é uma jornalista italiana conhecida por suas investigações sobre a máfia romana pela qual, após as ameaças recebidas, vive sob escolta desde 17 de julho de 2013  .

## Biografia
Nasceu em Roma em 1975 e formou-se em sociologia pela Universidade de Roma "La Sapienza", em 2003, com uma tese sobre o papel dos freelancers nos principais jornais italianos [sem fonte]. Desde 1998, nas páginas do jornal La Repubblica, trata de crime e de notícias judiciais.
Em 2011, o Ministério Público de Roma abriu uma investigação após a investigação realizada por Federica Angeli, juntamente com Marco Mensurati, que testemunhou, com gravações de vídeo e áudio, espancamentos e ritos de iniciação (entre eles um tipo de rito conhecido como "anestesia") realizado por um grupo de "cabeças de couro" (apelido de uma unidade da polícia italiana) no quartel da Unidade Operacional de Segurança Central (NOCS) de Spinaceto. A investigação revela que o grupo já havia se envolvido na operação de libertação do empresário têxtil Giuseppe Soffiantini, após a qual o agente especial Samuele Donatoni havia perdido a vida.
Segue-se o julgamento no tribunal, a sentença de primeiro grau e as consequentes declarações de dois soldados sobre o que presumivelmente aconteceu no dia da prisão de Stefano Cucchi.
Como resultado de sua investigação de 2013, realizada em conjunto com Carlo Bonini, sobre a ligação entre os vários grupos do crime organizado em Ostia e a administração pública, segue-se uma investigação judicial sobre o esquema que termina com uma grande operação policial chamada Nuova Alba, após a qual foram presas 51 pessoas pertencentes aos clãs Fasciani, Triassi e Cuntrera-Caruana. A denúncia é de corrupção, infiltração em órgãos administrativos e na destinação de habitação social, roubo de atividade comercial de vítimas de usura e possíveis ligações com o assassinato de Giuseppe Valentino, ocorrido em 22 de janeiro de 2005, dentro de seu bar em Porta Metronia, no distrito de San Giovanni em Roma.
Ameaçada de morte, Federica Angeli vive sob escolta permanente desde 17 de julho de 2013. Em 21 de dezembro de 2015, foi agraciada pelo Presidente Sergio Mattarella com o título de Oficial da Ordem do Mérito da República Italiana por seu empenho na luta contra a máfia [14].
Em 25 de janeiro de 2018, a operação Eclisse levou à prisão de 32 pessoas pertencentes ao clã Spada em Ostia, presas sob a acusação de associação criminosa do tipo mafioso. Em 19 de fevereiro de 2018, acompanhada pelo diretor do jornal La Repubblica Mario Calabresi e pelo subdiretor Sergio Rizzo, ela testemunhou no julgamento contra Armando Spada.
Em 7 de abril de 2018, um envelope endereçado a ela, contendo uma bala, foi entregue no escritório de Roma do jornal Fatto Quotidiano.

## Obras
- Cocaparty, storie di ragazzi tra sballi, sesso e cocaina, scritto assieme a Emilio Radice, Bompiani 2008
- Rose al veleno, scritto insieme a Emilio Radice Bompiani 2009
- Io non taccio: l'Italia dell'informazione che dà fastidio, Edizioni Cento Autori, 2015
- Il mondo di sotto. Cronache della Roma criminale, Castelvecchi 2016
- A mano disarmata, Baldini & Castoldi 2018
- Il gioco di Lollo, Baldini & Castoldi 2019

## Premiações de honra
Oficial da Ordem do Mérito da República Italiana (Ufficiale dell'Ordine al Merito della Repubblica Italiana)
Pelo empenho na luta contra a máfia, em 21 de dezembro de 2015

## Na mídia
Em 2019 é lançado o filme "A mano disarmata", que conta a história de Federica Angeli.

## Prêmios e reconhecimentos
- Premio Passetti Cronista dell’anno 2012 para a investigação do caso de trote no quartel NOCS[18].
- Premio Passetti Cronista dell’anno 2013 (Placa do Ministério do Interior), sobre uma investigação acerca do comércio itinerante da família Tredicine em Roma
- Premio Donna dell’anno 2014, entregue pelo município de Roma acerca de uma investigação sobre atividades ilegais em Ostia
- Placa do civismo da Região do Lácio pela luta contra as máfias romanas e no Lácio, 17 de julho de 2014
- Medalha do Premio Bontà, entregue pelo Presidente da República Giorgio Napolitano, dezembro de 2014
- Premio Donna di Roma 2015, entregue pelo prefeito de Roma, Ignazio Marino, por ocasião de 8 de março
- Premio Mario Francese 2015, pelo compromisso contra o crime organizado[19]
- Premio conferido pelo Articolo 21, como um símbolo do jornalismo investigativo italiano, maio de 2015
- Premio Falcone e Borsellino, 2016
- Premio Nazionale Paolo Borsellino, 2017 [20]
- Premio Arrigo Benedetti - Città di Barga (2017), junto com Ferruccio de Bortoli[21] por seu trabalho investigativo.
- Prêmio em memória de Daphne Caruana Galizia, por fazer ouvir a voz da verdade e da transparência.